# Encyclopaedia Metallum: The Metal Archives
Encyclopaedia Metallum: The Metal Archives ou simplesmente Encyclopaedia Metallum é um site colaborativo que tenta reunir informações sobre bandas das várias vertentes do metal. Oferece informações como discografia, história e resenhas de seus álbuns. O site possui um sistema para a inclusão de novas bandas por parte dos usuários. Entretanto o material precisa ser aceito para ser publicado. Em julho de 2010, o sistema apresentava mais de 102.000 bandas cadastradas (possivelmente, nem todas aprovadas ou contadas diferentemente pelos critérios à época, pois vide as estatísticas mais recentes), mais de 361.911 usuários registrados e mais de 84.000 resenhas. A primeira banda a ser incluída no site foi a finlandesa Amorphis.
Até primeiro de dezembro de 2016, o número de países, protetorados e outros listados na página alcançava 149 territórios, o que significa que em cada um dos nomes constantes na lista havia pelo menos uma banda ativa ou não, declarada como originária daquele lugar.
Ainda a propósito da variedade de países, o jornal britânico Daily Mail publicou em maio de 2014, um artigo em que estudiosos do Instituto Martin Prosperity MPI (Rotman School of Management, U of T, ON,CA) utilizam dados do Encyclopaedia Metallum para elaboração de um mapa mundi ilustrando as áreas com as maiores incidências de bandas de metal e correlacionando-as com países que apresentam os maiores índices de desenvolvimento sócioeconômico.

## História
A Encyclopaedia Metallum foi lançada oficialmente em 17 de julho de 2002, por dois canadenses de Montreal, que utilizavam os pseudônimos de HellBlazer e Morrigan.  Alguns anos antes, HellBlazer teve a ideia de realizar uma enciclopédia para o heavy metal e tentou escrever a página de cada banda reunida utilizando HTML. Ele desistiu desta tentativa inicial, entretanto, um site colaborativo com a participação dos usuários estava em andamento. O site então, com pouco mais de um ano abrigava um banco de dados de mais de 10.000 bandas. O site continua a expandir com uma taxa de crescimento de 500 bandas por mês.
Em 01 de janeiro de 2013, o site anunciou que as bandas que possuíssem apenas discografias em formato digital podiam, a partir de então, submetê-la para a Encyclopaedia Metallum, alterando assim a política mantida desde o início de incluir apenas as bandas que continham registros físicos.  De acordo com a nova política, os lançamentos em digital devem ter uma ordem de faixas fixas, uma arte gráfica e uma produção formalizada em estúdio, além de estar disponível em alta qualidade, Hi-Fi ou formato sem perdas Lossless em canais de distribuição reconhecidos como, por exemplo, Bandcamp ou iTunes.
Em 13 de novembro de 2014, o número de bandas listadas no banco de dados alcançava os 100.000.
Em 2013, o site colaborativo brasileiro whiplash.net lançou uma notícia sobre a Encyclopaedia Metallum, cuja matéria, atribuída originalmente a um blogueiro de nome Tiago Alano, fez uma busca interessante em que verificou ocorrências com o nome "Metal", nas bandas registradas. Até então, existiam 226 bandas com Metal no nome. Apenas em 2006, surgiu uma chamada apenas "Metal", formada na Austrália. Ainda tratando-se de "Metal", existiam 239 músicos que decidiram acrescentar essa palavra a seus nomes artísticos também.
Foram levantadas também palavras mais comuns em nomes de bandas: Black (874), Death (831), Dark (604), Dead (470) e Blood (451). Existiam 33 bandas com o nome de Legion. E muito antes do Ghost, já existiam e/ou existiram outras 4 bandas com o mesmo nome.
O site baseado em Seattle No Clean Singing publicou em 15 de abril de 2013, uma entrevista com Azmodes, à época, tido como um dos moderadores e na realidade, considerado como um administrador, então, relativamente novato, em que é possível saber muito do trabalho executado pelos aprovadores de conteúdo e até todo debate gerado acerca da seleção realizada para a Encyclopaedia Metallum. 

## Interação com o usuário
Como um incentivo para as pessoas enviarem dados, o site usa um sistema de pontuação, no qual usuários registrados ganham pontos e são classificados de acordo com a quantidade e o valor dos dados e informações enviados. Assim que um novo membro se cadastra, ele começa com a posição de mallcore kid, termo que significa algo próximo de poser.
Quanto mais importante e completa for a informação, mais pontos se ganha. Enviar análises de álbuns é uma outra forma de ganhar pontos. Entretanto normalmente, o site oferece mais pontos àqueles que enviam informações sobre uma banda em si. Mais pontos são previstos ao usuário se a informação sobre a banda enviada para o site for aceita pela moderação.
Em primeiro de dezembro de 2016, o sistema apresentava um total de 76.336 usuários ranqueados. Esta classificação, iniciada a partir de 01 ponto conquistado, que confere a posição de Metal Newbie ao usuário, até os 217.731 pontos do topo da lista, atribuídos a um usuário identificado como artery, com os quais lhe conferia o título de Metal demon. Porém, tal status, aparentemente, não está relacionado diretamente com a sua posição mais elevada no ranking, haja vista aparecerem outros com o mesmo título, não igualmente mas em boa medida, bem pontuados.
São outros títulos, sem necessariamente estar em ordem decrescente de pontuações, porém, em comum, com pontuações elevadas: Metal God, Metal lord, Metal knight e Metal freak; em posição intermediária os títulos de Veteran, para quem possui de 1.000 até 5.000 pontos e, de modo geral, Metalhead para todos de 100 até 999 pontos que é a mais larga porção de contribuintes anotados até então. Ainda, de acordo com a referência anterior, 41 usuários estão também, distintamente listados como moderadores, sendo dois destes, também webmasters. Em relação aos títulos destes 39 outros, somente constam os de Metal lord e Metal God.

### Controvérsias
Além do discutível sistema de pontuações aos usuários ranqueados (notar que não se trata de todo usuário cadastrado no sistema), que faz alguns terem o título de Metal God, por exemplo, sem somar muito mais que outro usuário que conste como "Metal freak" ou "Metal knight", um aspecto de muito debate é qual banda deve ser considerada "Metal", qual não e portanto, excluída do conteúdo da metal-archives.com.
O Metal Sucks publicou em 2015, artigo em que ressalta que, apesar de uma imensurável prestação de serviços para a comunidade metal, através de uma, praticamente, ferramenta de busca "ir para", em se tratando de fonte a quem busca biografias de músicos, discografias e minúcias as mais variadas, Encyclopaedia Metallum é também fonte de muita controvérsia, no qual chega a citar que o referido site foi objeto de um longo e destacado artigo na Decibel Magazine e que seus moderadores são afamados por um puritanismo grosseiro.